# Papa Gelasius al II-lea
Papa Gelasius al II-lea, născut Giovanni Coniulo (n. anii 1060, Gaeta, Lazio, Regatul Italiei – d. 29 ianuarie 1119, Abația Cluny, Bourgogne, Franța) a fost Papă al Romei în perioada 24 ianuarie 1118 - 28/29 ianuarie 1119. Numele său înseamnă "cel vesel" (greacă).
Gelasius (nume laic: Ioan de Gaeta) a fost ales succesorul lui Pascal al II-lea în data de 24 ian. 1118 (Împăratul Henric al V-lea nu avea drept de vot, aflându-se sub anatemă). Înaintea pontificatului era călugăr la Montecassino, din 23 august 1088 subdiacon și prosemnator, apoi cancelar (din 1 iulie 1089), cardinal al bisericii S. Maria in Cosmedin; din 1116 s-a aflat din nou la Montecassino.
Împăratul Henric s-a grăbit să ajungă neîntârziat la Roma să-și ceară drepturile, însă Gelasius a fugit în orașul lui natal Gaeta, unde a fost uns papă pe 10 martie 1118. Dept revanșă , Henric a avut grijă să fie încoronat călugărul de Cluny  Maurice Bourdin "papa Grigore al VIII-lea".
Nu s-a mai ajuns la o înțelegere cu împăratul german, în deosebi privind Cearta Investiturei. Astfel, Gelasius a confirmat si reînnoit la Sinodul de la Fritzlar (1118) anatema hotărâtă încă de predecesorul lui.
Pe 28 sau 29 ian. 1119 Gelasius a decedt la Cluny, pontificatul său fiind de o durată de doar un an.